# スヴァリイェトプリストン
スヴァリイェトプリストン (典: Sverigetopplistan) はスウェーデンのレコード・チャート。かつては Topplistan (1975-1997)、Hitlistan (1998-2007) と題され、2007年10月から今の名前になった。これはスウェーデン・レコード産業協会から上がってきた売上データに基づいたものである。

## 沿革
1976年から2006年の間、公式のスウェーデン音楽チャートはスウェーデン・ラジオが所有するラジオ局 Sveriges Radio P3 が公表していた。ここは2006年末に通常のチャートの公表を止め、2007年初めからはスウェーデン・レコード産業協会が後を引き継いだ。しかし Sveriges Radio P3 は、Nielsen SoundScan から提供される統計データに基づいてダウンロード楽曲のランキング公表を続けた。このダウンロード限定チャートは DigiListan と呼ばれる。
2006末から、チャートには合法的なダウンロード数が反映されている。2010年10月29日には、世界で初めてストリーミング数を反映するものになった。

## チャート
2004年10月28日までは、チャートは毎週金曜日に公表された。その日から2008年末までは、火曜日の公表に変わった。2009年1月2日からは、金曜日の公表に戻った。2011年1月10日からは、月曜日の公表に変わった。
現在公表されているチャートは次の通りである。
- Singles Top 60
- Albums Top 60
- DVDs Top 20
- Ringtones Top 20

1976年から2006年の間、売上チャートは Sveriges Radio P3 で放送された。2007年からは、P3 は Nielsen SoundScan から提供されるデジタル・ダウンロードの売上データのみを公表している。